# Mei 2020
Dit artikel geeft een chronologisch overzicht van de belangrijkste gebeurtenissen per dag in de maand mei van het jaar 2020.

## Gebeurtenissen

### 8 mei
- Vanwege de coronacrisis in Europa worden alle grote plechtigheden ter herdenking van de 75e verjaardag van het einde van de Tweede Wereldoorlog in Europa geschrapt. Als alternatief vinden bescheiden herdenkingen plaats.[1]
- In Aurangabad, in India, vindt een treinongeval plaats. 16 arbeiders die op de sporen lagen te slapen komen daarbij om het leven. De arbeiders hadden net hun werk verloren vanwege de economische impact van de coronapandemie en waren onderweg naar huis.[2]

### 10 mei
- In het Groothertogdom Luxemburg wordt troonopvolger Karel van Luxemburg geboren.[3]
- In België raast een windhoos over Loenhout. Er vallen geen slachtoffers.[4]

### 11 mei
- Na de verplichte sluiting vanwege de coronacrisis in België in maart mogen de winkels in België opnieuw openen, mits de veiligheidsmaatregelen in acht worden genomen.
- Bij een surfongeluk aan de kust van Scheveningen komen 5 surfers om het leven.

### 12 mei
- Bij een aanslag op een kraamkliniek van Artsen zonder Grenzen in de Afghaanse hoofdstad Kabul vallen zeker 13 doden. In het oosten van Afghanistan blaast een zelfmoordterrorist zich op tijdens een begrafenis.[5]

### 21 mei
- In Bangladesh en het oosten van India vallen meer dan 80 doden door de tropische cycloon Amphan.[6]

### 22 mei
- In de Pakistaanse stad Karachi stort een vliegtuig van  Pakistan International Airlines op de wijk Model Colony. Er vallen 97 doden. (Lees verder)

### 25 mei
- In Minneapolis komt George Floyd, een Afro-Amerikaanse man, om het leven door politiegeweld (Lees verder). In Minneapolis breken na de moord protesten uit, die zich verspreiden naar andere steden in de VS en vervolgens ook naar andere landen (Lees verder).

### 28 mei
- In de Verenigde Staten passeert het aantal doden als gevolg van het COVID-19-virus de 100.000.[7] (Lees verder)

### 30 mei
- SpX-DM2, NASA’s eerste bemande Commercial Crew-vlucht naar het ISS, wordt gelanceerd vanaf Kennedy Space Center Lanceercomplex 39A.

## Overleden
<< · januari · februari · maart · april · mei · juni · juli · augustus · september · oktober · november · december · >>